# Copris incertus
Copris incertus là một loài bọ cánh cứng trong họ Bọ hung (Scarabaeidae).